# Taça de Portugal 2003/04
Die Taça de Portugal 2003/04 war die 64. Austragung des portugiesischen Pokalwettbewerbs. Er wurde vom portugiesischen Fußballverband ausgetragen. Pokalsieger wurde Benfica Lissabon, der sich im Finale gegen Titelverteidiger FC Porto durchsetzte. Benfica qualifizierte sich mit dem Sieg für den UEFA-Pokal 2004/05.
Alle Begegnungen wurden nach unentschiedenem Ausgang zunächst um zweimal 15 Minuten verlängert, und wenn nötig im anschließenden Elfmeterschießen entschieden.

## Teilnehmende Teams
| Primeira Liga (18) | Primeira Liga (18) | Segunda Liga (18) | Segunda Liga (18) |
| --- | --- | --- | --- |
| - Académica de Coimbra - FC Alverca - SC Beira-Mar - Belenenses Lissabon - Benfica Lissabon - Boavista Porto - Sporting Braga - CF Estrela Amadora - Nacional Funchal | - Gil Vicente FC - Marítimo Funchal - Moreirense FC - FC Paços de Ferreira - FC Porto - Rio Ave FC - Sporting Lissabon - União Leiria - Vitória Guimarães | - GD Chaves - SC Covilhã - Desportivo Aves - GD Estoril Praia - CD Feirense - FC Felgueiras - Leixões SC - FC Maia - FC Marco | - Naval 1º de Maio - AD Ovarense - FC Penafiel - Portimonense SC - SC Salgueiros - CD Santa Clara - União Madeira - Vitória Setúbal - Varzim SC |
| Segunda Divisão B (54) | | | |
| - Académico de Viseu FC - RD Águeda - CD Alcains - Amora FC - FC Barreirense - GD Bragança - Caçadores Taipas - Caldas SC - AD Camacha - Ermesinde SC - SC Esmoriz - SC Espinho - CD Estarreja - AD Fafe | - SC Farense - CD Fátima - SC Freamunde - Gondomar SC - FC Infesta - Leça FC - FC Lixa - Louletano DC - AD Lousada - SC Lusitânia - CD Mafra - AC Marinhense - Odivelas FC - SC Olhanense | - UD Oliveirense - CD Olivais e Moscavide - Oliveira do Bairro SC - FC Oliveira Hospital - Clube Oriental de Lisboa - FC Pampilhosa - USC Paredes - CD Pinhalnovense - Sporting Pombal - AD Portomosense - AD Pontassolense - FC Pedras Rubras - CD Ribeira Brava | - CD Santo António - AD Sanjoanense - SC Dragões Sandinenses - Sport União Sintrense - CD Trofense - União Lamas - União Micaelense - SC União Torreense - CA Valdevez - Estrela Vendas Novas - UD Vilafranquense - Vilanovense FC - FC Vizela |
| Terceira Divisão (117) | | | |
| - Abrantes FC - ADRC Aguiar Beira - GC Alcobaça - GD Alcochetense - SR Almancilense - CCR Alqueidão Serra - FC Amares - Anadia FC - SC Angrense - FC Arouca - CD Arrifanense - Atlético CP - Associação Beneditense CD - GD Fabril do Barreiro - SC Barreiro - GD Baira-Mar - CD Beja - Canelas Gaia FC - Casa Pia AC - SR Benavilense - Benfica e Castelo Branco - GDR Bidoeirense - Atlético Cabeceirense - CSD Câmara de Lobos - UDR Caranguejeira - AD Carregado - CD Cerveira - FC Cesarense - CD Cinfães - SU 1º Dezembro | - O Elvas CAD - AD Esposende - FC Famalicão - Fiães SC - Boavista Flores - AD Fazendense - AD Fornos de Algodres - GD Gafanha - SC Ideal - Imortal DC - GD Joane - CF Esperança Lagos - GDRC Social Lamas - Aliados FC Lordelo - GS Loures - SC Lourinhanense - Juventude Évora - Lusitânia Lourosa - Lusitano VRSA - AD Machico - FC Madalena - AC Malveira - GD Mangualde - SC Maria da Fonte - Mira Mar SC - SC Mirandela - UR Mirense - GD Milheiroense - Desportivo de Monção | - CDC Montalegre - GD Monte Trigo - CD Montijo - Moura AC - AD Oliveirense - CD Operário - CD Paços de Brandão - Pedrouços AC - SC Penalva Castelo - GD Peniche - AD Ponte da Barca - CD Portosantense - SC Praiense - CDR Quarteirense - Real SC Queluz - CD Rebordelo - Rebordosa AC - SC Régua - Atlético Riachense - GD Ribeirão - UD Rio Maior - SC Rio Tinto - Juventude Ronfe - SG Sacavenense - GD Santacombadense - SC Santacruzense - Santiago FC - UD Santana - AD São Pedro da Cova | - GDRC Os Sandinenses - Santa Maria FC - AD Sátão - SC São João de Ver - FC Seixal - Sertanense FC - GD Sesimbra - Silves FC - GD Sourense - FC Tirsense - UD Tocha - GD Torre Moncorvo - CD Torres Novas - GD Tourizense - União de Almeirim - União de Coimbra - União Idanhense - União Messinense - União Nogueirense - União Santiago do Cacém - AD Valecambrense - SC Valenciano - GD Valpaços - Vasco da Gama AC - GD Velense - GD Vialonga - SC Vianense - SC Vila Real - Vilaverdense FC |
| Distrikte (22) | | | |
| - Águias Alpiarça - Atai FC - FC Avintes - SCE Bombarralense - Eléctrico Ponte de Sor - Estrela Calheta | - Fayal SC - Ginásio Clube Figueirense - GD Lagoa - Sporting Leões - CA Macedo de Cavaleiros - GD Águias Moradal | - Neves FC - SL Olivais - SC Paivense - CD Rabo Peixe - CDR Penelense | - União Torcatense - União FC Moitense - União de Montemor - UD Valonguense - CF Vasco da Gama |

## 1. Runde
Teilnehmer waren 117 Vereine aus der Terceira Divisão und 22 Vereine der Distriktverbände. Reservemannschaften von Profiklubs waren nicht teilnahmeberechtigt. Die Spiele fanden am 7. September 2003 statt.

Freilos: CD Rabo Peixe
|                         | Ergebnis              |                           |
| ----------------------- | --------------------- | ------------------------- |
| Lusitano VRSA           | 0:1                   | Real SC Queluz            |
| CDR Quarteirense        | 2:0                   | Moura AC                  |
| GS Loures               | 1:1 n. V. (5:4 i. E.) | GD Alcochetense           |
| GD Monte Trigo          | 1:0                   | SR Almancilense           |
| Estrela Calheta         | 2:0                   | GD Lagoa                  |
| CF Vasco da Gama        | 2:1                   | GD Sesimbra               |
| AD Carregado            | 2:3                   | GD Fabril do Barreiro     |
| União de Montemor       | 1:2                   | UD Santana                |
| União Santiago do Cacém | 3:0                   | Juventude Évora           |
| UR Mirense              | 2:3                   | GC Alcobaça               |
| GD Mangualde            | 2:2 n. V. (3:5 i. E.) | GD Sourense               |
| GD Peniche              | 2:2 n. V. (3:4 i. E.) | SC São João de Ver        |
| Águias Alpiarça         | 2:2 n. V. (5:4 i. E.) | FC Cesarense              |
| GD Gafanha              | 2:1 n. V.             | AD Valecambrense          |
| CCR Alqueidão Serra     | 0:4                   | Benfica e Castelo Branco  |
| AD Fornos de Algodres   | 0:0 n. V. (4:5 i. E.) | Abrantes FC               |
| Imortal DC              | 3:0                   | O Elvas CAD               |
| CD Beja                 | 1:2 n. V.             | CD Portosantense          |
| SC Praiense             | 3:1                   | Santiago FC               |
| SC Ideal                | 3:1                   | Boavista Flores           |
| União Messinense        | 0:2                   | Atlético CP               |
| FC Madalena             | 2:1                   | Sporting Leões            |
| SC Barreiro             | 5:1                   | Fayal SC                  |
| Mira Mar SC             | 0:3                   | CD Operário               |
| GD Velense              | 1:2                   | SC Angrense               |
| Vasco da Gama AC        | 0:1                   | União FC Moitense         |
| Silves FC               | 7:1                   | SC Santacruzense          |
| FC Seixal               | 2:1 n. V.             | AD Machico                |
| GD Baira-Mar            | 0:1                   | SU 1º Dezembro            |
| Eléctrico Ponte de Sor  | 3:1                   | SL Olivais                |
| CSD Câmara de Lobos     | 3:1                   | SG Sacavenense            |
| CD Montijo              | 4:2                   | CF Esperança Lagos        |
| GD Sesimbra             | 4:1                   | GD Vialonga               |
| GD Milheiroense         | 2:1                   | Ginásio Clube Figueirense |
| AD Sátão                | 3:1                   | União de Coimbra          |
| Canelas Gaia FC         | 2:3                   | Neves FC                  |
| CD Rebordelo            | 0:2                   | CDC Montalegre            |
| Juventude Ronfe         | 1:3                   | SC Mirandela              |
| Santa Maria FC          | 3:0                   | União Torcatense          |
| AD São Pedro da Cova    | 1:1 n. V. (4:5 i. E.) | SC Vianense               |
| FC Famalicão            | 4:3                   | Aliados FC Lordelo        |
| Rebordosa AC            | 0:0 n. V. (5:3 i. E.) | SC Rio Tinto              |
| CD Cerveira             | 1:3 n. V.             | Pedrouços AC              |
| AD Esposende            | 5:0                   | SC Paivense               |
| GDRC Os Sandinenses     | 2:0                   | GD Valpaços               |
| AD Oliveirense          | 3:2                   | GD Joane                  |
| Casa Pia AC             | 3:0                   | AC Malveira               |
| FC Avintes              | 2:0                   | AD Ponte da Barca         |
| GD Ribeirão             | 4:2                   | FC Tirsense               |
| GD Torre Moncorvo       | 1:0                   | SC Maria da Fonte         |
| CD Cinfães              | 3:0                   | SC Régua                  |
| Desportivo de Monção    | 1:2                   | Vilaverdense FC           |
| SC Vila Real            | 0:0 n. V. (5:4 i. E.) | Lusitânia Lourosa         |
| Sertanense FC           | 0:1                   | UD Valonguense            |
| GDRC Social Lamas       | 1:1 n. V. (3:4 i. E.) | GD Santacombadense        |
| Anadia FC               | 4:1                   | GD Águias Moradal         |
| União Idanhense         | 2:1 n. V.             | GD Tourizense             |
| FC Arouca               | 2:0                   | União de Almeirim         |
| ADRC Aguiar Beira       | 5:2 n. V.             | Atlético Riachense        |
| SC Lourinhanense        | 1:1 n. V. (5:4 i. E.) | Associação Beneditense CD |
| UD Rio Maior            | 2:0                   | CD Torres Novas           |
| GDR Bidoeirense         | 4:3                   | UDR Caranguejeira         |
| SC Valenciano           | 0:1                   | União Nogueirense         |
| Atlético Cabeceirense   | 4:1                   | CA Macedo de Cavaleiros   |
| Atai FC                 | 0:1                   | FC Amares                 |
| CD Paços de Brandão     | 2:2 n. V. (4:2 i. E.) | Fiães SC                  |
| CDR Penelense           | 2:3 n. V.             | UD Tocha                  |
| SC Penalva Castelo      | 1:0                   | AD Fazendense             |
| CD Arrifanense          | 11:00                 | SCE Bombarralense         |

## 2. Runde
Zu den 70 qualifizierten Teams aus der 1. Runde kamen 54 Vereine aus der drittklassigen Segunda Divisão B hinzu. Reservemannschaften von Profiklubs waren nicht teilnahmeberechtigt. Die Spiele fanden zwischen am 28. September 2003 statt.
|                       | Ergebnis              |                          |
| --------------------- | --------------------- | ------------------------ |
| Odivelas FC           | 4:2                   | AD Pontassolense         |
| CD Santo António      | 1:1 n. V. (3:2 i. E.) | Silves FC                |
| GD Sesimbra           | 4:5                   | SC Ideal                 |
| GS Loures             | 2:1                   | Clube Oriental de Lisboa |
| FC Barreirense        | 4:1                   | Imortal DC               |
| CD Mafra              | 2:0                   | CD Montijo               |
| CD Pinhalnovense      | 1:0                   | CD Olivais e Moscavide   |
| CD Ribeira Brava      | 1:1 n. V. (2:4 i. E.) | União Santiago do Cacém  |
| GD Santacombadense    | 3:3 n. V. (3:4 i. E.) | SC Esmoriz               |
| Académico de Viseu FC | 4:1                   | UD Tocha                 |
| GD Sourense           | 2:0                   | GD Gafanha               |
| CD Alcains            | 1:0 n. V.             | SC União Torreense       |
| UD Vilafranquense     | 1:0                   | CD Estarreja             |
| União Idanhense       | 0:2                   | CD Cinfães               |
| Real SC Queluz        | 1:3                   | FC Seixal                |
| SU 1º Dezembro        | 3:1                   | GD Monte Trigo           |
| Estrela Vendas Novas  | 2:1                   | União Micaelense         |
| CSD Câmara de Lobos   | 4:1                   | CD Operário              |
| SC Farense            | 3:0                   | SC Praiense              |
| SC Olhanense          | 5:1                   | SC Angrense              |
| União Nogueirense     | 6:2 n. V.             | AD Lousada               |
| União FC Moitense     | 1:1 n. V. (4:3 i. E.) | AD Camacha               |
| SC Barreiro           | 1:0                   | Sport União Sintrense    |
| SC Lusitânia          | 2:0                   | CD Portosantense         |
| CF Vasco da Gama      | 2:2 n. V. (3:2 i. E.) | CDR Quarteirense         |
| Amora FC              | 2:0                   | GD Fabril do Barreiro    |
| Louletano DC          | 1:0                   | Estrela Calheta          |
| CD Rabo Peixe         | 1:2 n. V.             | Eléctrico Ponte de Sor   |
| UD Santana            | 2:4 n. V.             | Casa Pia AC              |
| FC Madalena           | 0:1                   | Atlético CP              |
| GDR Bidoeirense       | 1:6                   | UD Rio Maior             |
| AD Portomosense       | 3:3 n. V. (5:3 i. E.) | FC Arouca                |
| FC Pedras Rubras      | 1:1 n. V. (5:4 i. E.) | Vilanovense FC           |
| CA Valdevez           | 3:1 n. V.             | AD Esposende             |
| Atlético Cabeceirense | 2:1 n. V.             | SC Dragões Sandinenses   |
| SC Freamunde          | 1:0                   | SC Vila Real             |
| FC Avintes            | 6:0                   | Neves FC                 |
| SC Vianense           | 1:3 n. V.             | AD Fafe                  |
| GDRC Os Sandinenses   | 1:2                   | Caçadores Taipas         |
| FC Lixa               | 3:0                   | AD Oliveirense           |
| Leça FC               | 5:1 n. V.             | CDC Montalegre           |
| FC Infesta            | 2:0                   | Vilaverdense FC          |
| GD Torre Moncorvo     | 3:1                   | SC Mirandela             |
| GD Bragança           | 3:0                   | GD Ribeirão              |
| Pedrouços AC          | 1:0                   | FC Vizela                |
| Gondomar SC           | 0:2                   | Santa Maria FC           |
| CD Trofense           | 1:1 n. V. (3:4 i. E.) | FC Famalicão             |
| Ermesinde SC          | 1:3                   | FC Amares                |
| UD Valonguense        | 1:2                   | CD Fátima                |
| SC São João de Ver    | 3:1                   | CD Arrifanense           |
| GD Milheiroense       | 0:0 n. V. (1:3 i. E.) | União Lamas              |
| AD Sátão              | 1:0                   | FC Oliveira Hospital     |
| Oliveira do Bairro SC | 1:5                   | Caldas SC                |
| CD Paços de Brandão   | 1:0                   | Águias Alpiarça          |
| GC Alcobaça           | 1:3                   | UD Oliveirense           |
| SC Espinho            | 1:0                   | Sporting Pombal          |
| AD Sanjoanense        | 3:0                   | ADRC Aguiar Beira        |
| AC Marinhense         | 2:1                   | RD Águeda                |
| Abrantes FC           | 2:3                   | SC Penalva Castelo       |
| SC Lourinhanense      | 3:1                   | Benfica e Castelo Branco |
| FC Pampilhosa         | 1:1 n. V. (3:1 i. E.) | Anadia FC                |
| USC Paredes           | 3:0                   | Rebordosa AC             |

## 3. Runde
Zu den 62 qualifizierten Teams aus der 2. Runde kamen die 18 Vereine aus der zweitklassigen Segunda Liga. Die Spiele fanden am 12. Oktober 2003 statt.
|                      | Ergebnis              |                         |
| -------------------- | --------------------- | ----------------------- |
| União Nogueirense    | 4:1                   | Atlético Cabeceirense   |
| CF Vasco da Gama     | 2:9                   | FC Maia                 |
| Odivelas FC          | 0:1                   | GD Sourense             |
| Atlético CP          | 1:0 n. V.             | FC Barreirense          |
| SC Lusitânia         | 4:4 n. V. (4:5 i. E.) | UD Oliveirense          |
| Pedrouços AC         | 4:3 n. V.             | FC Pedras Rubras        |
| Estrela Vendas Novas | 1:3                   | SC Lourinhanense        |
| AC Marinhense        | 1:2 n. V.             | CD Cinfães              |
| FC Pampilhosa        | 2:4                   | Desportivo Aves         |
| AD Ovarense          | 2:0                   | SC Farense              |
| Varzim SC            | 3:1                   | União Santiago do Cacém |
| AD Fafe              | 4:0                   | SC Esmoriz              |
| AD Portomosense      | 5:0                   | Eléctrico Ponte de Sor  |
| SC Ideal             | 1:4                   | SC São João de Ver      |
| UD Vilafranquense    | 2:0                   | CA Valdevez             |
| Caldas SC            | 2:3                   | USC Paredes             |
| FC Lixa              | 1:1 n. V. (2:3 i. E.) | Vitória Setúbal         |
| SU 1º Dezembro       | 1:0                   | Amora FC                |
| GD Bragança          | 2:4                   | Leça FC                 |
| SC Olhanense         | 1:3 n. V.             | SC Salgueiros           |
| União FC Moitense    | 0:4                   | SC Covilhã              |
| União Lamas          | 4:1                   | SC Barreiro             |
| FC Penafiel          | 2:0                   | SC Espinho              |
| Louletano DC         | 1:1 n. V. (6:5 i. E.) | CD Santa Clara          |
| União Madeira        | 3:0                   | GS Loures               |
| SC Freamunde         | 2:1                   | CD Mafra                |
| FC Felgueiras        | 5:0                   | Santa Maria FC          |
| CD Fátima            | 3:1                   | CD Alcains              |
| FC Marco             | 2:1                   | GD Torre Moncorvo       |
| CSD Câmara de Lobos  | 2:1                   | FC Famalicão            |
| CD Feirense          | 1:0                   | Caçadores Taipas        |
| FC Infesta           | 4:1                   | Académico de Viseu FC   |
| CD Paços de Brandão  | 1:0                   | FC Amares               |
| AD Sanjoanense       | 3:1 n. V.             | CD Pinhalnovense        |
| AD Sátão             | 0:3                   | Leixões SC              |
| UD Rio Maior         | 2:2 n. V. (2:3 i. E.) | Casa Pia AC             |
| CD Santo António     | 2:0                   | FC Avintes              |
| FC Seixal            | 1:2                   | Portimonense SC         |
| Naval 1º de Maio     | 2:2 n. V. (5:4 i. E.) | GD Chaves               |
| GD Estoril Praia     | 2:0                   | SC Penalva Castelo      |

## 4. Runde
Zu den 40 qualifizierten Teams aus der 3. Runde kamen die 18 Vereine der Primera Liga hinzu. Die Spiele fanden am 22. und 23. November 2003 statt.
|                      | Ergebnis              |                    |
| -------------------- | --------------------- | ------------------ |
| FC Porto             | 1:0                   | Boavista Porto     |
| Benfica Lissabon     | 3:1                   | CF Estrela Amadora |
| CD Santo António     | 2:0                   | Varzim SC          |
| FC Felgueiras        | 2:1                   | GD Sourense        |
| UD Oliveirense       | 0:2                   | FC Penafiel        |
| CSD Câmara de Lobos  | 0:1                   | Nacional Funchal   |
| SC Salgueiros        | 2:0                   | SC Freamunde       |
| Belenenses Lissabon  | 2:0                   | Desportivo Aves    |
| SU 1º Dezembro       | 0:2                   | Sporting Lissabon  |
| Académica de Coimbra | 4:2                   | FC Infesta         |
| Leixões SC           | 0:2                   | Naval 1º de Maio   |
| CD Cinfães           | 1:0                   | USC Paredes        |
| União Lamas          | 0:1                   | FC Marco           |
| Atlético CP          | 0:1                   | Rio Ave FC         |
| FC Paços de Ferreira | 2:1                   | AD Ovarense        |
| FC Maia              | 1:0                   | União Madeira      |
| SC Lourinhanense     | 2:3                   | SC Beira-Mar       |
| Gil Vicente FC       | 0:2                   | AD Sanjoanense     |
| Vitória Guimarães    | 3:0                   | SC São João de Ver |
| Marítimo Funchal     | 2:0                   | CD Feirense        |
| Moreirense FC        | 2:0                   | AD Fafe            |
| Pedrouços AC         | 0:0 n. V. (4:2 i. E.) | Louletano DC       |
| GD Estoril Praia     | 2:1 n. V.             | Casa Pia AC        |
| CD Fátima            | 0:2                   | UD Vilafranquense  |
| Portimonense SC      | 1:1 n. V. (5:4 i. E.) | União Nogueirense  |
| CD Paços de Brandão  | 0:6                   | Sporting Braga     |
| Leça FC              | 4:2 n. V.             | AD Portomosense    |
| SC Covilhã           | 0:4                   | União Leiria       |
| FC Alverca           | 0:1                   | Vitória Setúbal    |

## 5. Runde
Qualifiziert waren die 29 Sieger der 4. Runde. Die Spiele fanden am 17. Dezember 2003 statt.

Freilos: Sporting Braga
|                      | Ergebnis |                   |
| -------------------- | -------- | ----------------- |
| AD Sanjoanense       | 2:3      | Moreirense FC     |
| Rio Ave FC           | 1:0      | SC Beira-Mar      |
| FC Paços de Ferreira | 0:1      | Portimonense SC   |
| GD Estoril Praia     | 6:0      | Leça FC           |
| Belenenses Lissabon  | 2:1      | FC Penafiel       |
| FC Marco             | 3:0      | Pedrouços AC      |
| União Leiria         | 3:1      | Marítimo Funchal  |
| CD Santo António     | 2:0      | CD Cinfães        |
| FC Felgueiras        | 00:3 1   | UD Vilafranquense |
| Nacional Funchal     | 4:0      | SC Salgueiros     |
| Vitória Guimarães    | 0:2      | Naval 1º de Maio  |
| Sporting Lissabon    | 0:1      | Vitória Setúbal   |
| FC Porto             | 3:0      | FC Maia           |
| Académica de Coimbra | 0:1      | Benfica Lissabon  |

## Achtelfinale
Qualifiziert waren die 15 Sieger der 5. Runde. Die Spiele fanden am 14. und 21. Januar 2004 statt.

Freilos: Benfica Lissabon
|                     | Ergebnis              |                   |
| ------------------- | --------------------- | ----------------- |
| FC Marco            | 0:0 n. V. (7:8 i. E.) | Naval 1º de Maio  |
| União Leiria        | 1:2                   | Nacional Funchal  |
| Rio Ave FC          | 2:1                   | Portimonense SC   |
| Moreirense FC       | 1:2                   | Sporting Braga    |
| Belenenses Lissabon | 4:0                   | CD Santo António  |
| GD Estoril Praia    | 1:0                   | Vitória Setúbal   |
| FC Porto            | 4:0                   | UD Vilafranquense |

## Viertelfinale
Qualifiziert waren die 8 Sieger des Achtelfinals. Die Spiele fanden am 11. Februar 2004 statt.
|                     | Ergebnis              |                  |
| ------------------- | --------------------- | ---------------- |
| Benfica Lissabon    | 2:1                   | Nacional Funchal |
| Naval 1º de Maio    | 2:3                   | Sporting Braga   |
| Rio Ave FC          | 1:2                   | FC Porto         |
| Belenenses Lissabon | 2:2 n. V. (5:3 i. E.) | GD Estoril Praia |

## Halbfinale
Die Spiele fanden am 16. und 17. April 2004 statt.
|                  | Ergebnis |                     |
| ---------------- | -------- | ------------------- |
| Sporting Braga   | 1:3      | FC Porto            |
| Benfica Lissabon | 3:1      | Belenenses Lissabon |

## Finale
| Paarung          | FC Porto – Benfica Lissabon |
| Ergebnis         | 1:2 n. V. (1:1, 0:1) |
| Datum            | 16. Mai 2004 um 17:15 Uhr |
| Stadion          | Estádio Nacional, Oeiras |
| Schiedsrichter   | Lucílio Baptista |
| Tore             | 1:0 Derlei (45.) 1:1 Panagiotis Fyssas (58.) 1:2 Simão (104.) |
| FC Porto         | Nuno – Paulo Ferreira, Jorge Costa , Ricardo Carvalho, Nuno Valente – Costinha (99. Carlos Alberto), Pedro Mendes (71. Pedro Emanuel), Maniche, Deco – Derlei, Benni McCarthy (68. Maciel Barbosa) Cheftrainer: José Mourinho     |
| Benfica Lissabon | José Moreira, Armando Sá (55. Geovanni), Luisão, Ricardo Rocha, Panagiotis Fyssas – Petit, Tiago (79. Zlatko Zahovič), Miguel, Simão – Nuno Gomes, Tomo Šokota (55. Fernando Aguiar) Cheftrainer: José Antonio Camacho ( Spanien) |
| Gelbe Karten     | Costinha, Deco, Derlei, Nuno Valente – Petit, Tiago, Simão, Panagiotis Fyssas, Luisão |
| Platzverweise    | Jorge Costa (70.) – keine |